# 青山祥子
青山 祥子（あおやま さちこ、1990年11月17日 - ）は、日本の女優。
長崎県出身。アプレ所属。贅沢貧乏の劇団員。

## 来歴
2010年から2014年まで大人計画の研究生として参加。2012年に同じく研究生であった矢本悠馬、井上尚、菅井菜穂らと「劇団こまつな」を旗揚げし、同年5月24日に読売テレビ・日本テレビ系列で放送されたテレビドラマ『たぶらかし-代行女優業・マキ-』第1話でテレビドラマ初出演。
2019年5月1日、アプレに所属することが発表された。
2020年1月4日に山田由梨が主宰の劇団「贅沢貧乏」に加入。

## 人物
大阪芸術大学短期大学部卒業生。
特技は書道と猫の鳴き真似。

## 出演

### テレビドラマ
- たぶらかし-代行女優業・マキ- 第8話（2012年5月24日、読売テレビ） - 桜の葉総合病院小児科看護師役
- 青空の卵 第1話（2012年7月28日、BS朝日）
- ガールズトーク〜十人のシスターたち〜 第48話（2013年2月26日、テレビ朝日） - 菜々役
- ガリレオ 第三章「心聴る」（2013年4月29日、フジテレビ）
- たべるダケ 最終話（2013年9月27日、テレビ東京）
- 遺留捜査スペシャル（2013年11月10日、テレビ朝日）
- 僕のいた時間 第1話（2014年1月8日、フジテレビ）
- 超速パラヒーロー ガンディーン（2021年6月26日 - 7月10日、NHK総合） - 赤城ミキ 役[6]
- PORTAL-X 〜ドアの向こうの観察記録〜 第1話（2024年1月12日、WOWOW） - 永泉碧 役[7]
- 対岸の家事〜これが、私の生きる道!〜 第4話（2025年4月22日、TBS）- 同僚 役
- 連続テレビ小説 あんぱん 第21回・第22回・第24回 （2025年4月28日・29日・5月1日、NHK総合 ）- 白州タキ 役

### 舞台
- DIVE×メイシアタープロデュース「オダサク、わが友」（2011年3月26日・27日）
- ウーマンリブVol.12「SAD SONG FOR UGLY DAUGHTER」（2011年7月13日 - 18日）
- 大人計画「ウェルカム・ジャパン」（2012年3月16日 - 4月22日）
- 劇団こまつな第一回公演「ウェルカム・ヒラド」（2012年6月）[8]
- シアターコクーン・オンパレートリー+大人計画2012「ふくすけ」（2012年8月1日 - 9月2日）
- M&O playsプロデュース「アイドル、かくの如し」（2012年12月8日 - 12月29日） - 音声のみの出演
- 劇団こまつな第二回公演「林」 （2014年3月28日 - 30日、作・演出・出演）[9][8]
- たすいち「キズツクキカイ」（2014年10月9日 - 14日）
- 池亀さん、他「美女木ジャンクション、他」（2014年12月2日 - 14日）
- ゲンパビとこゆび侍「ゲンジツパビリオン」（2015年2月3日 - 8日）
- ぬいぐるみハンタープロデュース「すべての犬は天国へ行く」（2015年4月29日 - 5月10日）
- ミクニヤナイハラプロジェクトリーディング公演「東京ノート」（2015年7月5日）
- feblabo×シアター・ミラクルプロデュース「ホテル・ミラクル2」（2015年9月18日 - 23日）
- 贅沢貧乏「みんなよるがこわい」（2015年11月21日 - 23日）
  - 再演（2017年2月11日 - 15日）[10]
  - 中国ツアー（2017年10月20日　- 11月5日）[11]
  - CINRA.NET NEWTOWN公演（2017年11月11日、12日）[11]
  - 徳島国際映画祭2019 演劇プログラム（2019年3月9日）[12]
- ウーマンリブVol.13「七年ぶりの恋人」（2015年10月29日 - 11月29日）
- 劇団□字ック「荒川、神キラーチューン」（2016年6月29日 - 7月10日）[13]
- SNATCH「プロジェクトB」（2016年8月10日 - 17日）[14]
- MU「狂犬百景」（2016年10月1日 - 10日）[15]
- ほりぶん「得て」（2017年3月28日 - 4月2日）[16]
- 鵺的 第11回公演「奇想の前提」（2017年7月21日 - 30日）[17]
- 玉田企画「あの日々の話」（2018年1月18日 - 28日）[18]
- シアターコクーンオンパレートリー「ニンゲン御破算」（2018年6月7日 - 7月15日）[19]
- 裏・贅沢貧乏「れんしゅう」（2018年8月2日 - 5日）[20]
- 松尾スズキ+大人計画 30周年イベント「30祭」（2018年12月18日 - 30日）
- 桃尻犬「俺ずっと光ってるボーイ、健之助」（2019年1月16日 - 20日）[21]
- 贅沢貧乏「わかろうとはおもっているけど」（2019年2月13日 - 3月3日）[22]
- 中野坂上デーモンズの憂鬱 特殊公演 HOME・MAP#3「アイスクリームマン」（2019年8月8日 - 12日）[23]
- 贅沢貧乏「ミクスチュア」（2019年9月20日 - 29日）[24]
- 劇団コノエノ! 特別公演「MONEY MONEY MONEY」（2019年11月6日 - 10日）[25]
- 桃尻犬本公演「ゴールドマックス、ハカナ町」（2020年2月5日 - 11日）[26][27] - 齋藤るり子 役[28]
- アル☆カンパニー・ラボ「POPPY!!!」（2020年10月30日、31日、11月14日）[29][30]
- 鵺的第14回公演『夜会行』（2021年7月1日 - 7日）[31]
- 「きょうのよるあいてる?」〜三者三様の芸人が織りなす、三つのショートドラマ〜（2022年2月10日 - 13日）[32][注釈 1]
- 贅沢貧乏「おわるのをまっている」（2024年12月7日 - 15日）[35]
- 桃尻犬「グロリアストラベル」（2025年7月16日 - 20日〈予定〉）[36]
- 贅沢貧乏「わかろうとはおもっているけど」（2025年11月7日 - 12月14日〈予定〉）[37]

### WEB
- かが屋の最悪な予定 #1〜新宿駅前で彼女と喧嘩〜（2019年11月22日、SunSetTV）[38]
- ソーシャル・ディスダンス（2020年6月1日）[39]
- THE LIMIT 第5話（2021年4月2日、Hulu）[40]
- 30までにとうるさくて #8（2022年3月3日、ABEMA）[41]

### CM
- DELL（2020年）[42]
- JA共済（2020年）[43]
- ヤフー・データソリューション（2020年）[44]
- キユーピー「キユーピー マヨネーズ」（2022年）[45][46]

### ミュージック・ビデオ
- MISIA「幸せをフォーエバー」（2013年） - 新婦の大学の親友・佳苗役[47][48]
- BRIAN SHINSEKAI「ピクチャー・オブ・ユー」（2018年）[49]

### イベント
- 「吐夢の演劇夜話」第二夜（2019年8月30日）[50]
- 「回答者〜大喜利してただけなのに〜」（2023年6月4日、草月ホール）[51] - ストーリーテラーとして出演

### その他
- 東京観光財団 キービジュアル（2020年）[52]